# Felsőegerszeg, Baranya
Felsőegerszeg este un sat în districtul Hegyhát, județul Baranya, Ungaria, având o populație de 129 de locuitori (2011). 

## Demografie
Componența etnică a satului Felsőegerszeg
     Maghiari (94,24%)
     Romi (5,76%)
Componența confesională a satului Felsőegerszeg
     Fără religie (21,71%)
     Necunoscută (78,29%)
Conform recensământului din 2011, satul Felsőegerszeg avea 129 de locuitori. Din punct de vedere etnic, majoritatea locuitorilor (94,24%) erau maghiari, cu o minoritate de romi (5,76%). Nu există o religie majoritară, locuitorii fiind  și persoane fără religie (21,71%). Pentru 78,29% din locuitori nu este cunoscută apartenența confesională.